# كراش توين سانيتي
كراش توين سانيتي (بالإنجليزية: Crash Twinsanity)‏ هي لعبة لعبة منصات في عالم مفتوح من إنتاج شركة فيفندي جيمز وطورتها شركة ترافيلرز تيلز على بلاي ستيشن 2 وإكس بوكس.

## القصة
يقوم الدكتور نيو كورتيكس بسعق كوكو أخت كراش ويتنكر بزيها ويقوم بخداع كراش ليتبعه ومن ثم يظهر لكراش أنه كورتيكس ويقوم بقتال كراش فيهزمه كراش ويهزم روبوته فيسقطان في مناجم ويتقاتلان ومن ثم يتم خطف كورتيكس من قبل بابو بابو وقبيلته فينقذه كراش ويصبحان أصدقاء فيخبر كورتيكس كراش أن يذهب لجزيرة ثلجية ويدخلان إلى مختبر صنعه كورتيكس هناك فيريه آلة تساعدهم في الوصول لبعد آخر ليقاتلان فيكتور وموريس وهم الشريران في اللعبة ولكن قبل ذلك يذهبان لإحضار نينا كورتيكس من مدرسة الشر ويقاتل كورتيكس مدام أمبرلي ناظرة المدرسة ويهزمها ويذهبان للبعد الآخر فيظهر إيفل كراش ويخطف نينا وينقذانها كورتيكس وكراش ويذهبان إلى مكان لقتال التوأم فيكتور وموريس فتتحكم بالشخصيات الثلاثة كراش ونينا والدكتور نيو كورتيكس ويهزمانهم فيذهبان فيكتور وموريس إلى منزل غريب يتضح أنه منزل إيفل كراش ويأكلهم وفِي المختبر يظهر كراش ونينا وكوكو وكورتيكس فيشغل كورتيكس الجهاز على كراش ليسيطر عليه ولكنه يعلق داخل عقل كراش .

## روابط خارجية
- كراش توين سانيتي على موقع IMDb (الإنجليزية)